# Anthophora richaensis
Anthophora richaensis är en biart som beskrevs av Johann Dietrich Alfken 1938. Anthophora richaensis ingår i släktet pälsbin, och familjen långtungebin. Inga underarter finns listade i Catalogue of Life.